# Langelsheim
Langelsheim è una città di 12.636 abitanti della Bassa Sassonia, in Germania.
Appartiene al circondario (Landkreis) di Goslar (targa GS).
Comprende anche i tre ex comuni che fino al 1º novembre 2021 facevano parte della comunità amministrativa di Lutter am Barenberge.

## Geografia fisica
La città si trova ai piedi settentrionali delle montagne Harz, sulle rive dell'Innerste, 7 km a nord-ovest di Goslar. La Bundesstraße 82 passa a sud del centro cittadino.

## Geografia antropica

### Suddivisioni amministrative
Il territorio comunale comprende le frazioni di: Astfeld (con Herzog Juliushütte), Bredelem (con Palandsmühle), Hahausen (con Neuekrug), Lautenthal (con Hüttschenthal), Lutter am Barenberge (con Rhode) e Nauen (con Pöbbeckenmühle) e Ostlutter, Wallmoden (con Alt Wallmoden, Könneckenrode e Mühle Ringelheim), Bodenstein e Neuwallmoden e Wolfshagen im Harz.